# Рубин Картер
Рубин "Ураган" Картер (6. мај 1937 – 20. април 2014) био је амерички боксер полутешке категорије који је био неправедно осуђен за убиство и касније ослобођен из затвора после петиције habeas corpus и после скоро 20 година проведених у затвору.
Полиција је 1966. ухапсила и Картера и његовог пријатеља Џона Артиса због троструког убиства почињеног у Лафајетовом бару и грилу Патерсону, Њу Џерси. Полиција је зауставила аутомобил Картера и Артиса и привела их на место злочина. При претресу возила пронађена је муниција која одговара оружју коришћеном у злочину. Полиција није узела отиске прстију са места злочина. Картер и Артис су осуђени двапут (1967 и 1976)
за убиства, али кад је друга пресуда поништена 1985, тужилаштво није покренуло процес по трећи пут.
Картерова аутобиографија, Шеснаеста Рунда, објављена је 1975. Прича је 1975 инспирисала
Боб Диланову песму "Ураган" и филм из 1999. Ураган са Дензел Вошингтоном
(играо Картера). Од 1993. до 2005., Картер је радио као извршни директор Асоцијације за одбрану неправедно осуђених.

## Биографија
Картер је рођен у Клифтону, Њу Џерси, као четврто од седморо деце.
 Био је у поправном дому јер је осуђен за напад, избовши ножем човека када је имао једанаест година.
 Побегао је из поправног дома 1954. и придружио се
Армији САД Картер је почео да боксује у Армији САД.
Пошто је враћен у поправни дом због бежања ослобођен је 1961. и постао професионални боксер. Картер је био нижи него просечан боксер у полутешкој, али је целу своју професионалну каријеру боксовао у полутешкој категорији. Његов агресиван наступ у рингу донео му је надимак "Ураган." После неколико победа над добрим боксерима постао је светски првак. Часопис Ринг прогласио га је једним од десет најбољих полутешкаша јула 1963. Картеров биланс у боксу је био 27 победа, 12 пораза, и један нерешен од 40 мечева, од чега 19 нокаута и то 11 техничких. Примио је почасни појас светског шампиона 1993. године (једини ван ринга) и после уврштен у Хол славник бокса.

## Убиства
Дана 17. јуна 1966. око отприлике 2:30 ноћу, два човека су ушла у Лафајетов бар и грил у и отпочели пуцњаву. Бармен, Џејмс Оливер, и муштерија, Фред Најокс, су убијени на лицу места. Вишеструко рањена муштерија, Хејзел Танис, умрла скоро месец дана касније, погођена је у грло, стомак, и у лево плућно крило, и имала је прострелну рану у руци. Трећа муштерија, Вили Маринс преживео је напад, упркос пуцњу у главу због којег је остао слеп на једно око. Током ипитивања и Хејзел и Вили, рекли су да су починици били два црнца, ипак ниједно од њих двоје није идентификовало Картера и Артиса као починиоце. Ситни криминалац Алфред Бело, који је био близу бара те ноћи желећи да обије фабрику, био је сведок. Бело је касније сведочио да је прилазио бару када је приметио два црнца наоружана пушкама, трећи је стизао иза угла носећи пиштољ. Он је побегао од њих а они су побегли белим аутомобилом.
Бело је био први који се нашао на месту злочина, као и Патриша Грејем (удато Валентајн), станарка на другом спрату (изнад Лафајетовог бара и грила). Патриша је рекла да је видела два црнца да беже белим аутом. Други комшија, Роналд Руђеро, такође је чуо пуцње, и рекао да је видео Алфреда Бела да трчи западно од Лафајет улице према 16 улици. Он је онда чуо шкрипу гума и бели аутомобил прошао је испод његовог прозора, на запад са два црнца на предњим седиштима. И Алфред и Патриша дали су идентичан опис возила. Патришино сведочење, у којем је рекла да задња светла имају изглед лептир стакла, променила је на другом суђењу у идентична Картеровом возилу. Тужилаштво је изјавило да неслагање у изјавама Патрише потиче од погрешног тумачења транскрипта са суђења од стране одбране.

## Истрага, затварање и прва осуда
Неколико сати пре убиства Картер је тражио пушке које је изгубио пре годину дана. Картер је возио белог Доџ Полару. и задња светла са лептир обликом алуминијумске декорације. Десет минута после убиства полиција је зауставила Картеров аутомобил. Полиција, која је тражила три осумњичена пустила је Картера.Неколико минута после убиства полиција је добила опис возила од Алфреда Бела. Он је описао возило као бело са “задњим светлима са лептир обликом”. После саслушања описа схватили су да су га имали пре неколико тренутака.
Полиција је зауставила Картеров аутомобил и њега и Артиса одвела на место злочина, 31 минут после инцидента. Полиција није узела отиске прстију са места злочина, и није помоћу парафинске рукавице утврдила да ли су Картер и Артис пуцали то вече.
Претражујући возило 45 минута после, детектив Емил ДиРобио нашао је пиштољ испод предњег седишта и пушку. Истрагом је утврђено да су при убиству коришћени идентична пушка и пиштољ. Одбрана је на суђењу предочила да меци са места злочина и Картеровог возила нису идентични и да је модел његове пушке старији од оне којом је извршено убиство. Полиција је привела Картера и Артиса на испитивање. Сведоци их нису идентификовали као убице и пуштени су. Неколико месеци касније, Алфред Бело је променио исказ и изјавио да је Картер убица. Бело је такође идентификовао Артиса као саучесника. На основу овог исказа Рубин Картер и Џон Артис су ухапшени и затворени.
На суђењу 1967. године, Картера је бранио познати адвокат Рејмонд А. Браун. Браун се фокусирао на недоследностима у сведочењу Алфреда Бела. Одбрана је пружила доказе за алиби Картера и Артиса, да су отприлике у исто време кад је била пуцњава били у другом кафићу.
 Обојица су осуђени. Тужилац је тражио смртну казну али је судија Семјуел Ларнер осудио Картера на две а Артиса на три доживотне робије.
1974. Алфред Бело је променио исказ о препознавању што је довело до новог суђења исте године али се ништа није променило у погледу пресуде са суђења 1967."
Упркос осуди Рубин Картер је наишао на широку подршку јавних личности, као што су Мухамед Али и Боб Дилан који му је посветио песму "Ураган" 1975.
Дилан је чак извео ту песму на наступу у затвору у Њу Џерсију 1975. године када је Картер тамо служио казну.
Одбрана је тврдила да је Алфред Бело лагао на суђењу 1967. године јер се нагодио са истражитељима да га не гоне због његовог обијања фабрике исте ноћи кад је почињено убиство. Истрага је сведочила да је Алфред Бело тестиран на полиграфу када је рекао да је Картер извршио убиство и да је говорио истину.

## Федерални суд
Године 1985., после неуспешног суђења 1976. године Картер и његова одбрана поднели су захтев Федералном суду Дистрикта Њу Џерси за преиспитивање доказа са суђења.
 Судија је после прегледавања доказа ослободио 48-огодишњег Рубина Картера. Тужилаштво је затражило да Картера врате у затвор због застарелости доказа. Тужилаштво је упутило жалбу Врховном суду САД али је жалба одбачена.

## Живот после затвора
Картер је живео у Торонту (Онтарио) у Канади и постао канадски држављанин, и био је извршни директор Асоцијације за одбрану неправедно осуђених од 1993. до 2005. Двапут се женио и два пута се развео. Године 1996. Картера је ухапсила полиција под сумњом да је као тридесетогодишњак продавао дрогу, али је касније признала своју грешку и ослободила га. Картер је често учествовао на мотивационим говорима.
Дана 14. октобра 2005. добио је два почасна правна доктората, један од Јорк Универзитета из Торонта и други са Грифит Универзитета у Бризбејну из за свој рад у Асоцијацији за одбрану неправедно осуђених.

## Рак простате и смрт
Марта 2012. објавио је да болује од рака простате. Тада су му доктори давали три до шест месеци живота. Недуго затим Џон Артис је живео са Рубином и бринуо о њему, и 20. априла 2014. објавио је да је Картер преминуо.